# Sebastian Hohenthal
Sebastian Hohenthal né le 5 novembre 1984, est un pilote automobile suédois.

## Carrière
- 2001 : Formule Ford nordique, 3e
- 2002 : Formule Ford nordique, 8e
- 2003 : Formule Ford nordique, champion
  - Formule Ford britannique winter series, champion
- 2004 : Formule Ford britannique, 3e
- 2005 : Championnat de Grande-Bretagne de Formule Renault, 4e
- 2006 : Championnat de Grande-Bretagne de Formule Renault, champion
- 2007 : Championnat de Grande-Bretagne de Formule 3, 9e
- 2008 : Championnat de Grande-Bretagne de Formule 3, 7e
- 2009 : Formule 2